# Flinch
I Flinch sono un gruppo musicale finlandese di glam rock originaria di Tampere.

## Storia
Il gruppo si costituisce nel 2003. Il primo album della band è stato Tuulet e arrivò al terzo posto della lista dei successi finlandesi, rimanendo in classifica per alcune settimane.
Il 9 aprile 2008 i Flinch hanno pubblicato il loro nuovo album Irrallaan. Questo album della band è stato prodotto dal fratello maggiore di Ville, Jonne Aaron, meglio conosciuto per il suo ruolo di frontman dei Negative.
L'album di debutto della band Kuvastin era stato pubblicato nel 2006 e raggiunse il 17º posto nella classifica ufficiale finlandese degli album.
I due singoli tratti dall'album, Liikaa e Tuulet hanno raggiunto rispettivamente il 2º e 3º posto nella classifica dei singoli.
Nella primavera del 2007 c'è stato un totale cambiamento di formazione, della formazione originale del gruppo rimaneva solo il cofondatore e frontman Ville. Commentando la scissione Ville afferma che quella formazione era arrivata ad un punto in cui non c'era altra scelta che dividersi. I componenti della band di allora volevano fare altre cose.

## Membri del gruppo
- Ville (voce)
- Haiwe (chitarra)
- Jaakko (chitarra)
- Tommi (basso)
- Oskari (batteria)

## Discografia

### Album
- 2006 - Kuvastin
- 2008 - Irrallaan
- 2011 - Äänet

### Singoli
- 2005 - Tuulet
- 2006 - Liikaa
- 2008 - Taivas Tähtiverhoineen
- 2008 - 1986
- 2010 - Roosa

### Video musicali
- Liikaa
- Taivas tähtiverhoineen